# Der Sieg des Glaubens
Der Sieg des Glaubens ist ein NS-Propagandafilm von Leni Riefenstahl über den fünften Reichsparteitag der NSDAP vom 30. August bis zum 3. September 1933 in Nürnberg. Er war der erste nach der Machtergreifung, daher wurde er „Parteitag des Sieges“ genannt. Der Film war Riefenstahls erster Dokumentarfilm.
Die Uraufführung des Films fand am 1. Dezember 1933 im Berliner Ufa-Palast am Zoo statt. Infolge des Röhm-Putsches wurde der Film nach kurzer Zeit wieder aus dem Verkehr gezogen, da Ernst Röhm hier noch an der Seite Adolf Hitlers zu sehen war. Der Film galt lange Zeit als verschollen, erst 1986 tauchte eine Kopie des Werks wieder auf. Der 64-minütige Film wurde von Riefenstahl aus 16.000 Metern Rohmaterial zusammengeschnitten. Er ist der erste Teil von Riefenstahls Parteitags-Trilogie, deren weitere Teile aus Triumph des Willens und Tag der Freiheit! – Unsere Wehrmacht bestehen.

## Die Regisseurin Leni Riefenstahl

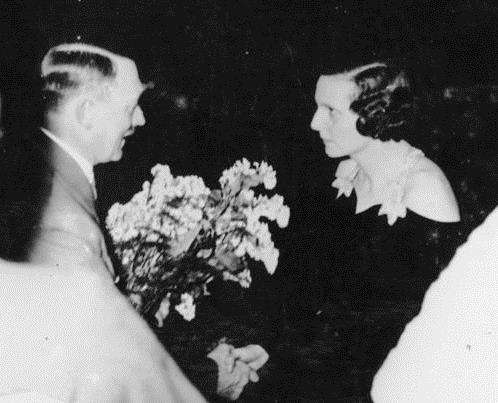
Hitler und Riefenstahl, 1934

Leni Riefenstahl wurde von Adolf Hitler persönlich gebeten, einen Film über den Reichsparteitag des Jahres 1933 zu drehen. Hitler favorisierte Riefenstahl auf Grund ihrer künstlerischen Begabung gegenüber dem bisherigen NSDAP-Regisseur Arnold Raether. Der Film sollte keine nüchterne Darstellung des Geschehens sein, sondern eine propagandistische Inszenierung, die auf die Emotionen des Zuschauers abzielt. Der als Reportagefilm aufgemachte Propagandafilm sollte weniger informieren, sondern vielmehr begeistern und beeindrucken, wodurch sich die Vorstellungen von Hitler und Riefenstahl sehr nahe kamen.
Der Kontakt zu Leni Riefenstahl wurde am 17. Mai 1933 durch Hitlers Propagandaminister Joseph Goebbels intensiviert. In seinem Tagebuch heißt es: „Nachm. Leni Riefenstahl. Sie erzählt mir von ihren Plänen. Ich mache ihr den Vorschlag eines Hitlerfilms. Sie ist begeistert davon.“ Ebenso war Hitler von Riefenstahl sehr beeindruckt. Sie für dieses Projekt zu verpflichten, stieß innerhalb der Partei jedoch auf Unmut, da sie über keinerlei Erfahrungen im Bereich des Dokumentarfilms verfügte und zudem nicht Mitglied der NSDAP war. Es gab einen Konflikt zwischen Leni Riefenstahl und Arnold Raether, der vor 1933 schon Filme für die NSDAP gedreht hatte. Das von der Partei angedachte gemeinschaftliche Projekt von Riefenstahl und Raether entwickelte sich zu einem Machtkampf zwischen den beiden Regisseuren, der zugunsten von Riefenstahl ausfiel.

## Inhalt
Die Dreharbeiten begannen bereits am 27. August 1933 mit Sepp Allgeier als erstem Kameramann und endeten am 5. September 1933. Riefenstahl folgte dabei nicht einer chronologischen Ordnung, wie es für einen Dokumentarfilm zur damaligen Zeit typisch war, sondern erzeugte eine einfache, aber wirkungsvolle Dramaturgie.
Dafür unterteilte sie den Film in acht Themenblöcke:
1. Nürnberg am Morgen vor dem Parteitag
2. Ankunft Hitlers auf dem Flughafen
3. Empfang im Rathaus
4. Eröffnung des Parteikongresses in der Luitpold-Halle
5. Appell der Amtswalter auf dem Zeppelinfeld
6. Kundgebung der Hitler-Jugend im Stadion
7. Parade der Parteigliederungen auf dem Marktplatz – Hitler und Röhm im offenen Wagen
8. Totenehrung, Appell von SA, SS und Stahlhelm

Mit Der Sieg des Glaubens hat Riefenstahl eine neue Art des dokumentarischen Films geschaffen. Im Kontrast zu bereits bekannten Dokumentarfilmen hat die damals 31-Jährige einen eigenen Stil entwickelt, der darauf abzielte, die Ereignisse überhöht darzustellen. Diese Darstellung von Grandiosität wird beispielsweise im 6. Themenblock des Films deutlich, indem der Zeppelin LZ 127 „Graf Zeppelin“ majestätisch durch das Bild schwebt. In Zusammenarbeit mit dem Kameramann Sepp Allgeier probierte sie noch nicht bekannte Perspektiven und Techniken aus. Durch die Nähe zu Hitler genoss Riefenstahl außergewöhnliche Privilegien, die es ihr ermöglichten, Nahaufnahmen Hitlers zu erstellen. Außerdem wurde Hitler nicht nur während seiner Ansprachen, sondern auch abseits bei Unterhaltungen mit Parteiführern oder beim Betrachten der Parade gefilmt. Durch diese Aufnahmen entstand gewissermaßen ein Eindruck des Privaten.
Bei der Montage des Films versuchte Riefenstahl die Übergänge möglichst geschickt zu gestalten, so dass ein dramaturgischer Rhythmus bei den gezeigten Bildern entstand. Eine weitere Besonderheit im Vergleich zum bekannten Dokumentarfilm zeigte sich im Fehlen eines gesprochenen Off-Kommentars. Es war ausschließlich der Originalton des Parteitags im Film zu hören. Untermalt wurde Sieg des Glaubens zusätzlich durch die Filmmusik von Herbert Windt, der Wagner-Klänge mit Parteihymnen vermischte. Ziel der Veranstaltung war die Selbstdarstellung der NSDAP, die nicht nur für die in Nürnberg anwesenden Zuschauer, sondern durch den Film auch für die Bevölkerung im ganzen Deutschen Reich ersichtlich werden sollte. Durch die Massenbegeisterung, die Riefenstahl in dem Film stets besonders betonte, trug Sieg des Glaubens erheblich zur nationalsozialistischen Propaganda bei.

## Wirkung
Nach Riefenstahls Ansicht ist Der Sieg des Glaubens ein unvollkommenes Stückwerk, ein bescheidener Film, wie sie stets betonte. Im Vergleich zu Triumph des Willens wird Hitler im ersten Teil der Parteitagstrilogie noch weitaus weniger als charismatischer Führer in Szene gesetzt. Der Film zeigt, dass die Machtentfaltung der Nazis zu diesem Zeitpunkt noch nicht abgeschlossen war. Hitler ist noch nicht der alleinige Führer, sondern oftmals zusammen mit anderen Parteigrößen wie Rudolf Heß und Ernst Röhm zu sehen. Der Propagandaminister Joseph Goebbels fasste die Wirkung des Werkes wie folgt zusammen: „Er dokumentiert den Übergang von der Partei zum Staat“ (Kinkel 2002, 59). Außerdem enthält der Film einige misslungene Aufnahmen (verwackelte, unscharfe Bilder). Zeitgenössische deutsche Kritiker sahen in dem Werk einen gelungenen Propagandafilm.
Der Sieg des Glaubens richtete sich als erste filmische Darstellung an die gesamte deutsche Bevölkerung. Die Presse wies damals auf die Selbstverständlichkeit hin, dass sich jeder Bürger des Deutschen Reiches den Film anschaut. Um dies zu ermöglichen, wurde er oft vergünstigt oder gar umsonst angeboten. Ganze Schulklassen wurden geschlossen in die Kinos geführt, so dass auch Jugendliche bereits mit dem Propagandawerk konfrontiert wurden. Außerdem erließ Goebbels am 2. Dezember 1933 eine Verordnung, die es untersagte, Parteiveranstaltungen anzusetzen, die mit den Vorführungen von Der Sieg des Glaubens zeitlich kollidieren könnten. Schätzungsweise 20 Millionen Bürger des Deutschen Reiches haben den ersten Film der Parteitagstrilogie gesehen. Riefenstahl stieg durch Der Sieg des Glaubens zum wichtigsten Filmpropagandisten des Dritten Reiches auf.

## Nach dem „Röhm-Putsch“
Nur wenig später, nach der so genannten „Nacht der langen Messer“ (30. Juni/1. Juli 1934), wurden Röhm und weitere auf Hitlers Anweisung am Tegernsee zusammengerufene Funktionäre der SA-Führung verhaftet und – zum Teil noch in derselben Nacht – ermordet. Auch in diesem Film wurde Hitler noch nicht als personifiziertes Zentrum der Macht inszeniert, sondern nach wie vor teilte er diese mit dem obersten Führer der Sturmabteilung – der ihm wenig später die Stirn bot. Dies war mit ein Grund dafür, dass der Film ein Jahr später bereits wieder aus dem Verkehr gezogen wurde. Von nun an sollte allgemein nur noch Hitler im Mittelpunkt stehen.
Sieg des Glaubens wirkt im Rückblick wie die Generalprobe für Riefenstahls Triumph des Willens (1935). Darin wird allerdings wohl kalkuliert, ohne einen höchst problematischen Vorspann auf die Geschichte der NSDAP und damit auch unumgänglich Röhm mit seiner SA, direkt in das Filmgeschehen eingestiegen.
Lange Zeit galt der Film als nicht mehr existent, weil die Kopien angeblich auf Befehl Hitlers von der NSDAP vernichtet worden waren.